# Függetlenség napja

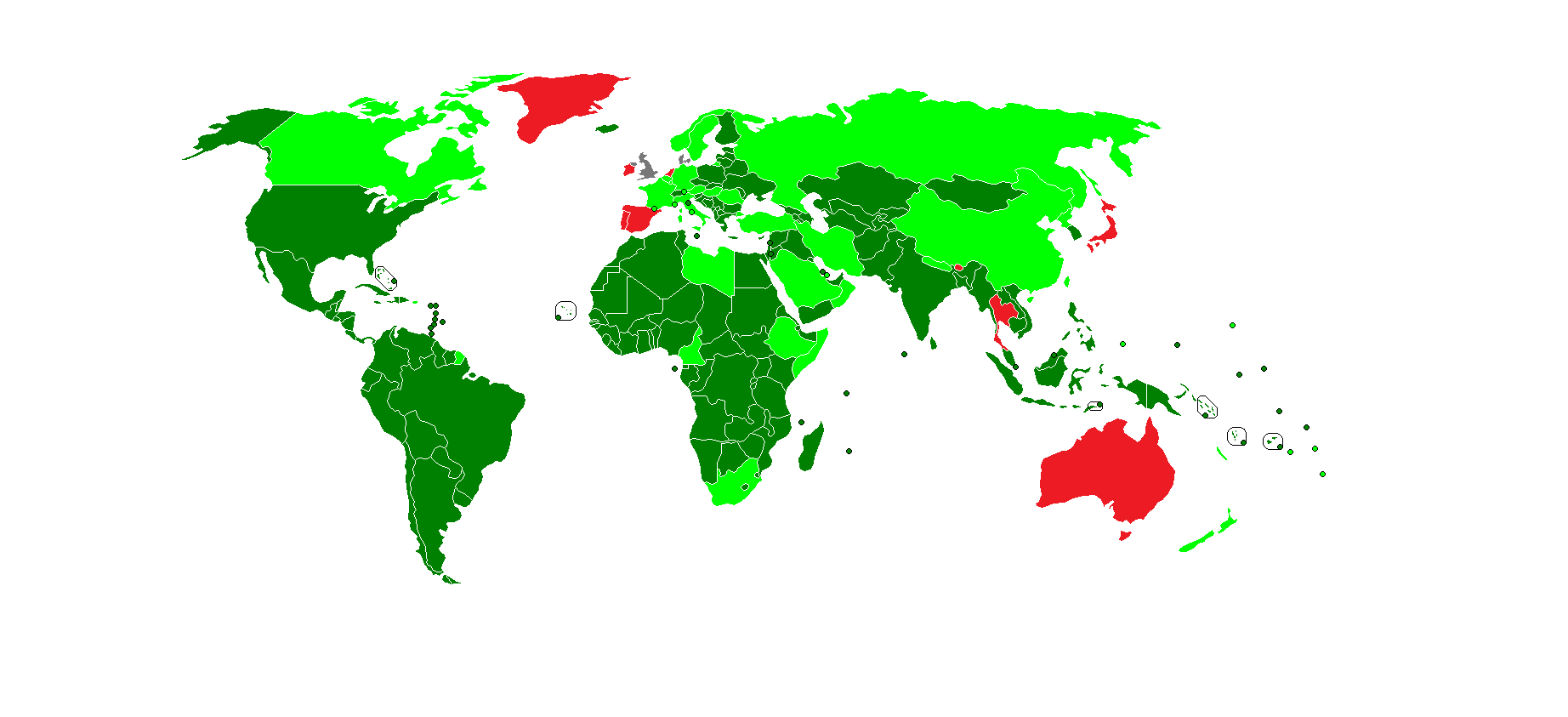
A függetlenség elnyeréséhez köthető nemzeti ünnep
Más vonatkozású nemzeti ünnep
Nincs hivatalos nemzeti ünnep

A függetlenség napja olyan, évente megrendezett ünnep, amellyel az adott ország valamely másik országtól, leginkább gyarmattartótól elnyert függetlenségét ünnepli. A legtöbb országban ez a nap nemzeti ünnep.
A következő táblázatban a ma megtartott ünnepek találhatók:
| Ország                                                     | Hónap, nap                    | Év   | Jelentős esemény |
| ---------------------------------------------------------- | ----------------------------- | ---- | --- |
| Afganisztán                                                | augusztus 19.                 | 1919 | Az afgán külügyek fölötti brit ellenőrzés vége. |
| Albánia                                                    | november 28.                  | 1912 | A vlorai nemzetgyűlés Ismail Qemali elnökletével kikiáltja az ország függetlenségét, ezzel az ország elszakadt az Oszmán Birodalomtól. |
| Algéria                                                    | július 5.                     | 1962 | Függetlenedés Franciaországtól. |
| Amerikai Egyesült Államok                                  | július 4.                     | 1776 | Függetlenedés a Brit Birodalomtól. Lásd még: (Függetlenség napja (Egyesült Államok)). |
| Andorra                                                    | március 14.                   | 1993 | Függetlenedés Spanyolországtól és Franciaországtól. |
| Angola                                                     | november 11.                  | 1962 | Portugália ezen a napon adta meg gyarmatának a függetlenséget. |
| Antigua és Barbuda                                         | november 1.                   | 1981 | Függetlenedés az Egyesült Királyságtól. |
| Argentína                                                  | július 9.                     | 1816 | Ezen a napon deklarálták Spanyolországtól való függetlenségét. |
| Ausztria                                                   | május 15.                     | 1955 | Függetlenedés az Amerikai Egyesült Államoktól, a Szovjetuniótól, az Egyesült Királyságtól és Franciaországtól. |
| Azerbajdzsán                                               | október 18.                   | 1991 | Függetlenedés a Szovjetuniótól. |
| Bahama-szigetek                                            | július 10.                    | 1973 | Függetlenedés az Egyesült Királyságtól. |
| Bahrein                                                    | augusztus 15.                 | 1971 | Függetlenedés az Egyesült Királyságtól. |
| Banglades                                                  | március 26. vagy december 16. |      | 1971. március 26-án önkényesen kikiáltotta függetlenségét az akkori Pakisztáni Uniótól. Az 1947 és 1971 között folyó Bangladesi Függetlenségi Háború december 10-e hozta el az ország tényleges függetlenségét. |
| Barbados                                                   | november 30.                  | 1966 | Függetlenedés az Egyesült Királyságtól. |
| Belgium                                                    | október 4.                    | 1830 | Az 1830-as Hollandiával vívott függetlenségi háború évfordulója. |
| Belize                                                     | szeptember 21.                | 1981 | Függetlenedés az Egyesült Királyságtól. |
| Benin                                                      | augusztus 1.                  | 1960 | Függetlenedés Franciaországtól. |
| Bolívia                                                    | augusztus 6.                  | 1825 | Függetlenedés Spanyolországtól. |
| Bosznia-Hercegovina                                        | március 1.                    | 1992 | Függetlenedés Jugoszláviától. |
| Botswana                                                   | szeptember 30.                | 1966 | Függetlenedés az Egyesült Királyságtól. |
| Brazília                                                   | szeptember 7.                 |      | (Sete de Setembro) 1822-ben Portugáliától független állammá nyilvánítja magát. Csak 1825-ben ismerik el. |
| Brunei                                                     | január 1.                     | 1984 | Függetlenedés az Egyesült Királyságtól. |
| Bulgária                                                   | szeptember 22.                | 1908 | De jure független az Oszmán Birodalomtól, 1908. |
| Burkina Faso                                               | augusztus 5.                  | 1960 | Függetlenedés Franciaországtól. |
| Burundi                                                    | július 1.                     | 1962 | Függetlenedés Belgiumtól. |
| Chile                                                      | február 12.                   | 1818 | 1818-ban ezen a napon kinyilvánította Spanyolországtól való függetlenségét. |
| Costa Rica                                                 | szeptember 15.                | 1821 | Függetlenedés Spanyolországtól. |
| Csád                                                       | Augusztus 11.                 | 1960 | Függetlenedés Franciaországtól. |
| Csehország                                                 | október 28.                   | 1918 | Csehszlovákia megalakulása, 1918-ban a függetlenség íly módon történő visszanyerése az Osztrák-Magyar Monarchiától. |
| Dél-afrikai Köztársaság                                    | december 11.                  | 1931 | Függetlenedés a Brit Birodalomtól. Nem nemzeti ünnep. A Dél-afrikai Unió 1910. május 31-én jött létre, a mai köztársaságot pedig 1961-ben ugyanezen a napon kiáltották ki. |
| Dnyeszter Menti Köztársaság                                | szeptember 2.                 | 1991 | Függetlenedés Moldovától, de a nemzetközi közösség nem ismeri el önálló államnak. |
| Dominikai Köztársaság                                      | február 27.                   | 1844 | 1844-ben, 22 éves megszállás után függetlenség elnyerése Haititől. |
| Ecuador                                                    | augusztus 10. és május 24.    |      | 1809. augusztus 10-én bejelentette függetlenségét Spanyolországtól, de 1810. augusztus 2-án az összes résztvevőt kivégezték. Függetlenségét 1822. május 24-én, a Pichinchai csatában vívta ki. |
| Egyesült Arab Emírségek                                    | december 2.                   | 1971 | Függetlenedés a Brit Birodalomtól. |
| Eritrea                                                    | május 24.                     | 1993 | Függetlenedés Etiópiától. |
| Észak-Macedónia                                            | szeptember 8./május 25.       | 1991 | Függetlenedés Jugoszláviától (Den na nezavisnosta vagy Ден на независноста). |
| Észtország                                                 | február 24.                   | 1918 | Függetlenedés Oroszországtól. |
| Belarusz Köztársaság                                       | július 3.                     | 1944 | 1944-ben ezen a napon szabadította fel a szovjet hadsereg Minszket a náci uralom alól. |
| Finnország                                                 | December 6.                   | 1917 | Függetlenedés Oroszországtól. Lásd: Függetlenség napja (Finnország). |
| Fülöp-szigetek                                             | június 12.                    | 1898 | Függetlenedés Spanyolországtól (Araw ng Kalayaan). |
| Gambia                                                     | február 18.                   | 1965 | Függetlenedés az Egyesült Királyságtól. |
| Ghána                                                      | március 6.                    | 1957 | Függetlenedés az Egyesült Királyságtól. |
| Görögország                                                | március 25.                   | 1821 | 1821-ben ezen a napon jelentették be az ország függetlenségét az Oszmán Birodalomtól. A görög szabadságharc kezdete. |
| Grúzia                                                     | május 26.                     | 1918 | Függetlenedés Oroszországtól. |
| Guyana                                                     | május 26.                     | 1966 | Függetlenedés az Egyesült Királyságtól. |
| Haiti                                                      | január 1.                     | 1804 | Függetlenedés Franciaországtól. |
| Honduras                                                   | szeptember 15.                | 1821 | Függetlenedés Spanyolországtól. |
| Horvátország                                               | október 8.                    | 1991 | Függetlenedés Jugoszláviától. |
| India                                                      | augusztus 15.                 | 1947 | A függetlenség elnyerése 1947-ben, mikor az itt lakók átvették a hatalmat az Egyesült Királyságtól. |
| Indonézia                                                  | augusztus 17.                 |      | A Hollandiától való függetlenedés kikiáltásának a napja. (Hari Proklamasi Kemerdekaan R.I.) Japántól 1945 óta független. |
| Írország                                                   | december 6.                   | 1922 | Függetlenedés az Egyesült Királyságtól. |
| Izland                                                     | június 17.                    | 1944 | Függetlenedés Dániától. |
| Izrael                                                     | 5 Ijar                        | 1948 | A dátumhoz legközelebb eső kedden, szerdán vagy csütörtökön ünneplik. A Gergely-naptár szerint Izrael 1948. május 14-én nyerte el függetlenségét a brit ellenőrzés alatt álló Palesztin mandátumtól (Yom Ha'atzmaut). |
| Jamaica                                                    | augusztus 6.                  | 1962 | Függetlenedés az Egyesült Királyságtól. |
| Jemen                                                      | november 30.                  | 1967 | 1967: Dél-Jemen kikiáltja függetlenségét az Egyesült Királyságtól. |
| Jordánia                                                   | május 25.                     | 1946 | Függetlenedés az Egyesült Királyságtól. |
| Katar                                                      | szeptember 3.                 | 1971 | Függetlenedés a Brit Birodalomtól. |
| Kazahsztán                                                 | december 16.                  | 1991 | Függetlenedés az Szovjetuniótól. |
| Kenya                                                      | December 12.                  | 1963 | Függetlenedés az Egyesült Királyságtól. |
| Kelet-Timor                                                | május 20.                     | 2002 | Függetlenedés Indonéziától. |
| Kína                                                       | október 1.                    | 1949 | 1949-ben ezen a napon alapították. |
| Kirgizisztán                                               | augusztus 31.                 | 1991 | Függetlenedés a Szovjetuniótól. |
| Kolumbia                                                   | július 20. és augusztus 7.    | 1810 | Függetlenedés Spanyolországtól. |
| Kongói Demokratikus Köztársaság                            | június 30.                    | 1960 | Függetlenedés Belgiumtól. |
| Koreai Köztársaság és Koreai Népi Demokratikus Köztársaság | augusztus 15.                 | 1945 | 1945: Japán kapitulálása a második világháborúban. |
| Kuvait                                                     | január 26.                    | 1961 | Függetlenedés az Egyesült Királyságtól. |
| Lengyelország                                              | november 11.                  | 1918 | Święto Niepodległości 1918-ban, 123 éves szünet után Lengyelország ismét független, szabad, egységes ország. Ezt megelőzően az Osztrák–Magyar Monarchia, Oroszország és Németország felosztották egymás közt. |
| Lesotho                                                    | október 4.                    | 1966 | Függetlenedés az Egyesült Királyságtól. |
| Lettország                                                 | november 18.                  | 1918 | Függetlenedés Oroszországtól. |
| Libanon                                                    | november 22.                  | 1943 | Függetlenedés Franciaországtól. |
| Libéria                                                    | július 26.                    | 1847 | A független állam létrejötte. |
| Litvánia                                                   | február 16.                   | 1918 | Függetlenedés Oroszországtól és Németországtól. |
| Madagaszkár                                                | június 26.                    | 1960 | Függetlenedés Franciaországtól. |
| Malajzia                                                   | augusztus 31.                 | 1957 | Függetlenedés az Egyesült Királyságtól (Hari Merdeka). |
| Malawi                                                     | július 6.                     | 1964 | Függetlenedés az Egyesült Királyságtól. |
| Maldív-szigetek                                            | július 26.                    | 1965 | Függetlenedés az Egyesült Királyságtól. |
| Mali                                                       | szeptember 22.                | 1960 | Függetlenedés Franciaországtól. |
| Málta                                                      | szeptember 21.                | 1964 | Függetlenedés az Egyesült Királyságtól (Függetlenség napja (Málta)). |
| Marokkó                                                    | március 2.                    | 1956 | Függetlenedés Franciaországtól és Spanyolországtól. |
| Mauritius                                                  | március 12.                   | 1968 | Függetlenedés az Egyesült Királyságtól. |
| Mexikó                                                     | szeptember 16.                | 1810 | 1810-ben bejelentik Mexikó függetlenségét Spanyolországtól. 1821. szeptember 27-én ismerik el független államként. |
| Moldova                                                    | augusztus 27.                 | 1991 | Függetlenedés a Szovjetuniótól. |
| Mongólia                                                   | november 26.                  |      | 1921. július 11.: Függetlenedés Kínától. |
| Montenegró                                                 | június 3.                     | 2006 | 2006: Szerbia és Montenegró államszövetségének felbomlása. |
| Mozambik                                                   | június 25.                    | 1975 | Függetlenedés Portugáliától. |
| Mianmar                                                    | január 4.                     | 1948 | Függetlenedés az Egyesült Királyságtól. |
| Namíbia                                                    | március 21.                   | 1990 | 1990: A dél-afrikai mandátum vége. |
| Nicaragua                                                  | szeptember 15.                | 1821 | Függetlenedés Spanyolországtól. |
| Niger                                                      | augusztus 3.                  | 1960 | Függetlenedés Franciaországtól. |
| Nigéria                                                    | október 1.                    | 1960 | Függetlenedés az Egyesült Királyságtól. |
| Norvégia                                                   | június 7.                     | 1905 | Függetlenedés Svédországtól. Gyakran május 17-én, az alkotmány napján ünneplik, ami a norvég alkotmány 1814-es aláírásának az évfordulója. |
| Oroszország                                                | június 12.                    | 1992 | (Oroszország napja, a Szovjetunió felbomlása) |
| Örményország                                               | szeptember 21.                | 1991 | 1991-ben ezen a napon vált ki a Szovjetunióból. |
| Pakisztán                                                  | augusztus 14.                 | 1947 | Függetlenedés az Egyesült Királyságtól és elszakadás Indiától (Yaum e Azadi). |
| Panama                                                     | november 3.                   | 1903 | Függetlenedés Kolumbiától. |
| Pápua Új-Guinea                                            | szeptember 16.                | 1975 | Az addigi különálló Pápua és Új-Guinea elszakadása Ausztráliától. |
| Paraguay                                                   | május 15.                     | 1811 | Függetlenedés Spanyolországtól. |
| Peru                                                       | július 28.                    | 1821 | Függetlenedés Spanyolországtól. |
| Portugália                                                 | december 1.                   | 1640 | 1640: Az ország függetlenségének kivívása Spanyolországtól. Az ország először a Leóni királyságtól nyerte el függetlenségét, amit 1143-ban ismertek el. Ez a nap Portugáliában szabadnap, de más okból. Megjegyzendő, hogy abban az időben mást jelentett egy ország függetlensége, és ennek nemzetközi elismerése. Ez azt jelentette, hogy más uralkodója van, mint a többi országnak. Portugália már 1143 előtt is önálló egység volt. |
| Románia                                                    | május 9.                      | 1877 | Függetlenedés az Oszmán Birodalomtól. |
| Ruanda                                                     | július 1.                     | 1962 | Függetlenedés Belgiumtól. |
| São Tomé és Príncipe                                       | július 12.                    | 1975 | Függetlenedés Portugáliától . |
| Seychelle-szigetek                                         | június 29.                    | 1976 | Függetlenedés a Brit Birodalomtól. |
| Srí Lanka                                                  | február 4.                    | 1948 | Függetlenedés a Brit Birodalomtól. |
| Suriname                                                   | november 25.                  | 1975 | Függetlenedés Hollandiától. |
| Svájc                                                      | augusztus 1.                  | 1291 | Szövetkezés a Német-római Birodalom ellen.. |
| Szerbia                                                    | február 15.                   | 1804 | Az Oszmán Birodalom elleni első felkelés kezdete. |
| Szingapúr                                                  | augusztus 9.                  | 1965 | Függetlenedés Malajziától. |
| Szlovákia                                                  | július 17.                    |      | A függetlenség bejelentésének az emlékünnepe. Hivatalosan 1993. január 1-jén lett önálló állam. |
| Szlovénia                                                  | december 26.                  | 1990 | Az 1990-ben megtartott, elszakadásról szóló szavazás eredménye bejelentésének az évfordulója, ami miatt a terület elszakadt Jugoszláviától. |
| Szomáliföld                                                | május 18.                     | 1991 | Függetlenedés Szomáliától, de a nemzetközi közösség nem ismeri el önálló államként. |
| Szváziföld                                                 | szeptember 6.                 | 1968 | Függetlenedés a Brit Birodalomtól. |
| Tádzsikisztán                                              | szeptember 9.                 | 1991 | Függetlenedés a Szovjetuniótól. |
| Tanzánia                                                   | December 9.                   | 1961 | Függetlenedés az Egyesült Királyságtól. |
| Tonga                                                      | június 4.                     | 1970 | Függetlenedés az Egyesült Királyságtól. |
| Törökország                                                | október 29.                   | 1923 | A függetlenség deklarálása. |
| Trinidad és Tobago                                         | augusztus 31.                 | 1962 | Függetlenedés a Brit Birodalomtól. |
| Ukrajna                                                    | augusztus 24.                 | 1991 | Függetlenedés a Szovjetuniótól. |
| Uruguay                                                    | augusztus 25.                 | 1825 | Függetlenedés Brazíliától (Día de la Independencia). |
| Üzbegisztán                                                | szeptember 1.                 | 1991 | Függetlenedés a Szovjetuniótól. |
| Venezuela                                                  | július 5.                     | 1811 | Függetlenedés Spanyolországtól. |
| Vietnám                                                    | szeptember 2.                 | 1945 | Függetlenedés Franciaországtól. |
| Zambia                                                     | október 24.                   | 1964 | Függetlenedés a Brit Birodalomtól. |
| Zimbabwe                                                   | április 18.                   | 1980 | Függetlenedés az Egyesült Királyságtól. |
| Zöld-foki Köztársaság                                      | július 5.                     | 1975 | Függetlenedés Portugáliától. |